# Поморие (община)
Поморие (болг. Община Поморие) — община в Болгарии. Входит в состав Бургасской области. Население составляет 28 225 человек (на 15 мая 2008 года).
Кмет (мэр) общины — Иван Алексиев.
Община Поморие граничит с общинами Бургас, Айтос, Руен, Долни-Чифлик и Несебыр. На востоке — побережье Чёрного моря.

## Состав общины

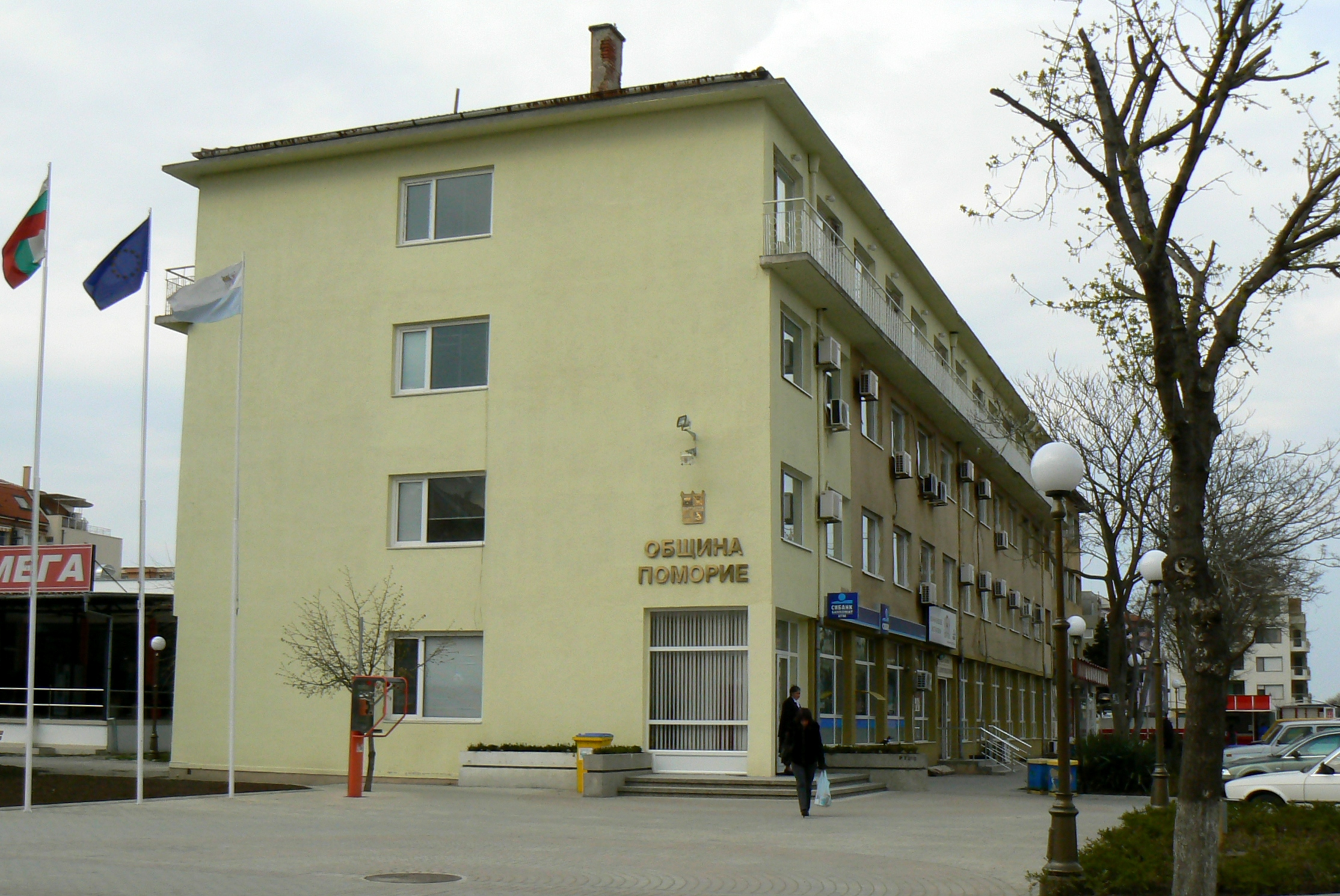

В состав общины входят следующие населённые пункты:
1. Александрово
2. Ахелой
3. Бата
4. Белодол
5. Габерово
6. Горица
7. Гылыбец
8. Дыбник
9. Каблешково
10. Каменар
11. Козичино
12. Косовец
13. Лыка
14. Медово
15. Поморие
16. Порой
17. Страцин